# Foresta Hoia

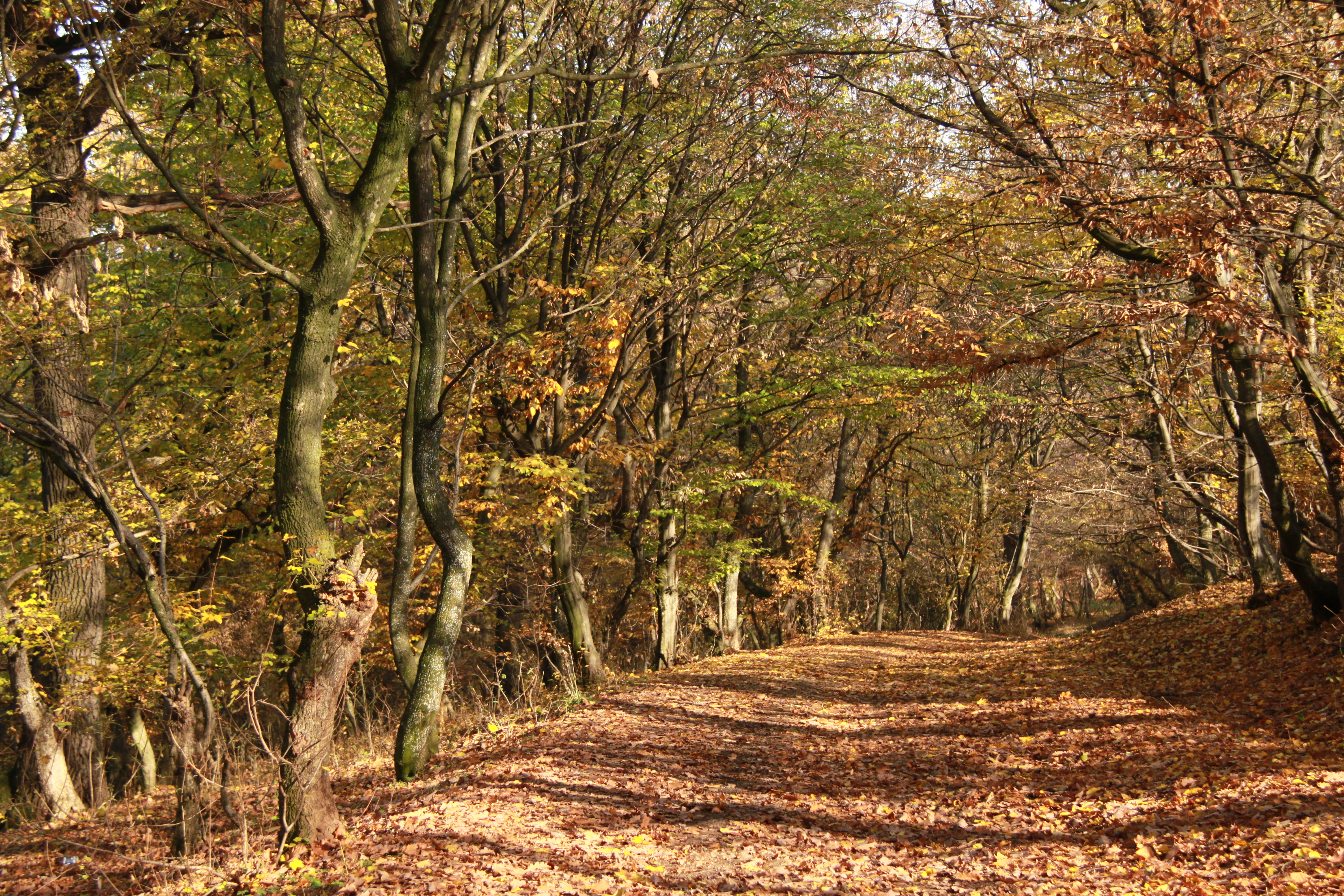
Foresta Hoia

La foresta Hoia Baciu (in romeno Pădurea Hoia; in ungherese Hója-erdő) è una foresta situata a ovest della città di Cluj-Napoca, vicino alla sezione all'aria aperta del Museo etnografico della Transilvania. La foresta è usata come destinazione comune per la ricreazione. Negli anni recenti un parco ciclabile è stato aggiunto alla foresta, insieme ad aree per altri sport come paintball, softair e tiro con l'arco. Ha una reputazione per i fenomeni paranormali.

## Geografia
La foresta copre un'area di circa 3 chilometri quadrati. Il confine sud comincia su un crinale che corre da est a ovest. Non contiene il pendio scosceso meridionale della collina, che si erge dal fiume Someșul Mic. Al nord, la foresta termina su un dolce pendenza, che incontra il fiume Nadăș.
Il termine est della foresta è contornato dal Tăietura Turcului, una valle artificiale che divide la collina da nord a sud e contiene una strada principale. Il confine ovest della foresta raggiunge le pendici nordest del Dealul Melcilor, vicino alla foresta di Mujai, che si estende ulteriormente verso ovest. La valle di Bongar corre lungo il termine sud di questo lato, che contiene un boschetto di roverella unico nella steppa del sud. Parte del confine nordest della foresta è delimitato dalla Valea Lungă (Lunga Valle), che passa attraverso il calcare dell'Eocene e forma Cheile Baciului, una valle con pendenze asimmetriche. Un piccolo lago naturale è situato a monte del Cheile Baciului, al confine con la foresta. Ci sono numerose sorgenti con acqua potabile all'estremità nord della foresta, in Valea Lungă.

## Scoperte archeologiche
Il più vecchio insediamento del Neolitico in Romania (si crede che sia stato stabilito intorno al 6500 a.C.) appartenente alla cultura di Starčevo-Kőrös-Criş fu scoperto a nord della Valea Lungă. Tombe e case di questo insediamento furono scoperte tra il 1960 e il 1994.

## Fenomeni paranormali
La foresta Hoia è famosa nel mondo a causa dei presunti e frequenti fenomeni paranormali e anche di avvistamenti di UFO.
Il 18 agosto 1968, un tecnico di Cluj di nome Emil Barnea, ex ufficiale dell'esercito, affermò di avere avvistato un UFO mentre era in compagnia della fidanzata e scattò una famosa fotografia dell'oggetto al di sopra della Poiana Rotundă (la Radura Rotonda) della foresta. La foto è stata oggetto di controversie: secondo il direttore dell'osservatorio astronomico di Cluj sarebbe un pallone aerostatico ripreso da un'angolazione particolare; alcuni esperti hanno negato questa possibilità e hanno giudicato la foto presumibilmente "autentica", mentre secondo il ricercatore statunitense Larry Robinson la foto sarebbe una bufala.
All'inizio del 1960, Alexandru Sift, un professore di biologia, ha studiato i fenomeni della luce e del magnetismo che avvengono nella foresta. Questo studio forniva un ricco archivio di fotografie dei fenomeni e andò perduto parecchi giorni dopo la sua morte nel 1993.
Le poche foto rimaste vennero pubblicate nel 1995 nel libro Fenomenele de la Pădure Hoia-Baciu da Adrian Pătruț, professore di chimica all'Università Babeș-Bolyai a Cluj-Napoca, e un amico di Sift. Pătruț continuò le ricerche di Sift, e afferma che gli strani fenomeni hanno basi scientifiche che devono ancora essere sufficientemente comprese. La reputazione dei fenomeni paranormali ha portato molte leggende metropolitane a Cluj, e contribuiscono alla sua popolarità come attrazione turistica. Con così poche prove, gli scettici dicono che queste sono solo storie d'intrattenimento.